# Werner Kempf
Werner Kempf, nemški general, * 9. marec 1886, † 6. januar 1964.